# Daniela Rondinelli
Daniela Rondinelli (Roma, 19 agosto 1967) è una politica italiana, europarlamentare nella IX legislatura.

## Biografia
Si è laureata in scienze politiche alla LUISS Guido Carli di Roma. Dal 1992, è stata impiegata presso Fisascat, un'organizzazione sindacale del settore del commercio e del turismo, affiliata alla CISL. Si è occupata di contratti internazionali ed europei. Attivista di federazioni sindacali internazionali, negli anni 2010-2015 è stata membro del Comitato economico e sociale europeo, nel 2015 è entrata a far parte del Gabinetto del Presidente del CESE, in qualità di responsabile delle politiche sociali e del lavoro e delle relazioni internazionali con le organizzazioni della società civile di Cina, Stati africani e Balcani Occidentali. 

### Attività politica
Il 13 aprile 2019 viene ufficializzata la sua candidatura come capolista della Circoscrizione Italia centrale per il Movimento 5 Stelle alle elezioni europee.
Il 22 giugno 2022 lascia il M5S per aderire a Insieme per il futuro, gruppo nato a seguito della scissione guidata da Luigi Di Maio.. Il 25 gennaio 2023, aderisce al gruppo dell'Alleanza Progressista dei Socialisti e dei Democratici e si iscrive al Partito Democratico.
Nel maggio del 2024, in occasione delle elezioni europee, viene ricandidata nella lista del PD per la circoscrizione centrale.